# 黄陵东站
黄陵东站，原称秦家川站、黄陵站，位于中华人民共和国陕西省延安市黄陵县桥山街道秦家川村，是甘钟铁路上的货运车站，目前不办理客运业务，主要办理列车装车、到发、会让工作，是延安市重要的煤炭外运枢纽站，由西安局集团管辖。

## 車站周邊
- 洛河

## 歷史
- 1986年9月22日投入使用。[2]
- 1998年，更名为黄陵站。
- 2024年12月26日，车站上下行实现电气化。
- 2025年5月30日，为配合西延高铁新设黄陵站，本站更名为黄陵东站。[3]

## 外部連結
- 中国铁路客户服务中心（页面存档备份，存于）